# More Friends
Albums de Erina Mano
Friends
(2009) More Friends Over
(2012)
Singles
More Friends (écrit en majuscules : MORE FRIENDS ; « Plus d'amis » en anglais) est le 2e album de la chanteuse japonaise Erina Mano (真野恵里菜), sorti en 2010.

## Présentation
Sorti le 24 novembre 2010 au Japon sous le label hachama, dans le cadre du Hello! Project, l'album est produit par Taisei (たいせい), ancien membre du groupe Sharam Q, et atteint la 32e place du classement Oricon. Il sort également en édition limitée avec une pochette différente et un DVD en supplément contenant des clips, bandes-annonce et "making-of".
Il contient cinq titres sortis précédemment en singles en 2009 et 2010 : Love & Peace = Paradise, Haru no Arashi, Onegai Dakara..., et Genkimono de Ikō! et sa "face B" Uchi e Kaerō, ces deux derniers dans des versions remaniées pour l'album.

## Titres
CD
Toutes les paroles sont écrites par Yoshiko Miura, sauf titre N°3 par KAN.
| No  | Titre                                                                       | Musique | Durée |
| --- | --------------------------------------------------------------------------- | ------- | ----- |
| 1.  | Genkimono de Ikō! -Giga Power Mix- (元気者で行こう！ -Giga power mix-)      | Hatake  | 04:39 |
| 2.  | Gomen, Hanashitakatta Dake (ごめん、話したかっただけ)                       | Tsunku  | 03:52 |
| 3.  | Dare ni mo Iwanai de (ダレニモイワナイデ)                                   | KAN     | 05:08 |
| 4.  | Do Re Mi Fa Dōshite? (ドレミファどうして？)                                 | Taisei  | 03:20 |
| 5.  | Love & Peace = Paradise (Love & Peace = パラダイス)                         | Taisei  | 03:46 |
| 6.  | Tomorrow                                                                    | Taisei  | 04:59 |
| 7.  | Ambitious Girls                                                             | Hatake  | 03:33 |
| 8.  | Datenshi Erī (堕天使 エリー)                                                | Taisei  | 05:01 |
| 9.  | Arashi no Mae no Candle (嵐の前のキャンドル)                                | Hatake  | 04:47 |
| 10. | Haru no Arashi (春の嵐)                                                     | Tsunku  | 04:14 |
| 11. | Uchi e Kaerō - Sad Ver. (家へ帰ろう sad ver.) (face B de Genkimono de Ikō!) | Hatake  | 04:53 |
| 12. | Onegai Dakara... (お願いだから…)                                            | Taisei  | 04:00 |

DVD de l'édition limitée
| No | Titre | Durée |
| -- | --- | ----- |
| 1. | Genkimono de Ikō! (Director's Cut Ver.2) (元気者で行こう！ (ディレクターズカットVER.2))                                                                 |       |
| 2. | Mano Erina Dai Ichi Kai Kantoku Sakuhin Ongaku Geki "Nakaumi to Tadaki to Genkimono" (真野恵里菜 第一回監督作品 音楽劇 「半海と多田木と元気者」)        |       |
| 3. | Onegai Dakara... (Gakuseifuku Jūhenge Ver.) (お願いだから… (学生服十変化Ver.))                                                                          |       |
| 4. | Kitty's Paradise Peace Kitty Kenkyūsho Mano Kenkyūin Taberu! 35 Renpatsu!! (キティズパラダイスpeace キティ研究所 真野研究員食べる!35連発!!)             |       |
| 5. | Eiga "Kaidan Shin Mimibukuro Kaiki" in Hollywood World Premiere Jōei ni Micchaku!! (映画「怪談新耳袋 怪奇」 in ハリウッド ワールドプレミア上映に密着!!) |       |
| 6. | Album Jacket Satsuei Making Eizō (アルバムジャケット撮影メイキング映像)                                                                                 |       |

## Production
(sur certains titres seulement)
- Taisei (たいせい?) - Musique
- Yoshiko Miura (三浦徳子?) - Paroles
- Hatake (畠山俊昭?) - Musique
- Hidetsugu Kawai (河合英嗣?) - Programmation
- Tsunku (つんく♂?) - Musique
- Kōtarō Egami (江上 浩太郎?) - Programmation
- Kaoru Okubo (大久保薫?) - Programmation
- Takashi Tsusawa (津沢崇?) - Programmation